# Millenium (formație)
Millenium este o formație muzicală din Chișinău, fondată în 1997 de Vlad Gorgos.